# Alfred George Hinds
Alfred George „Alfie“ Hinds (* 1917; † 5. Januar 1991) war ein britischer Krimineller, dem während seiner 12-jährigen Haftstrafe wegen Raubes Ausbrüche aus drei Hochsicherheitsgefängnissen gelangen. Trotz der Ablehnung von dreizehn seiner Appelle an höheren Gerichten war er schließlich in der Lage, dank seinem Wissen des britischen Rechtssystems eine Begnadigung zu erlangen.
Im Jahr 1966 veröffentlichte Hinds eine Biografie über seine Flucht und seine Auseinandersetzungen mit dem englischen Rechtssystem, mit dem Titel Contempt of Court, und wurde Mitglied von Mensa International.